# I-15 (U-Boot)
I-15 (japanisch 伊15, kurz für: 伊号第十五潜水艦 I-gō dai-jūgo sensuikan), Turmkennzeichnung イ15, war ein U-Boot (U-Kreuzer) der Kaiserlich Japanischen Marine. Es war das Typschiff der nach ihm benannten I-15-Klasse.
Das U-Boot wurde während des Zweiten Weltkriegs eingesetzt und unternahm in den Jahren 1941 und 1942 insgesamt drei Feindfahrten, bevor es am 10. November 1942 versenkt wurde.

## Geschichte

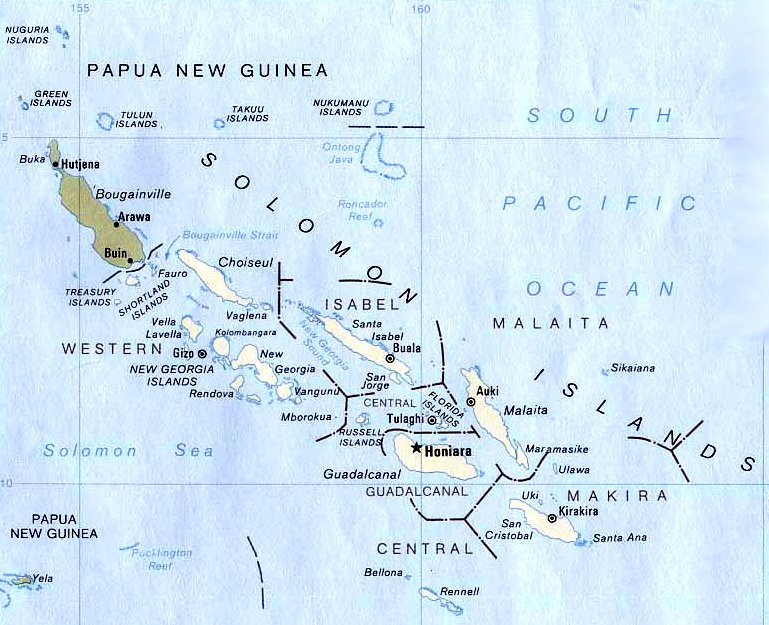
Die Inselgruppe der Salomonen

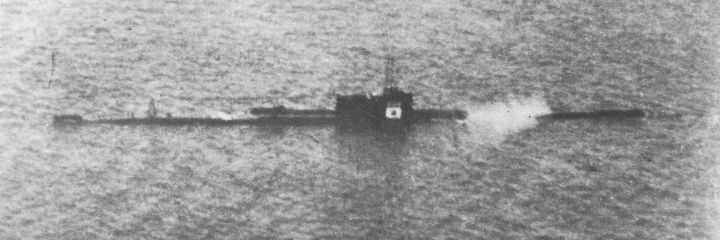
Dieses Foto vom Dezember 1942 zeigt die Beschießung eines anderen japanischen U-Boots, das irrtümlich für I-15 gehalten wurde.

Am 21. November 1941, also noch vor dem Eintritt der Vereinigten Staaten in den Zweiten Weltkrieg (am 11. Dezember 1941) lief I-15, unter dem Kommando von Kapitänleutnant Ishikawa Nobuo (石川 信雄), von Yokosuka aus. Das Operationsziel war Hawaii. Am 7. Dezember 1941, während des japanischen Angriffs auf Pearl Harbor, patrouillierte es nördlich von Oʻahu. Sein Auftrag lautete, alle feindlichen Schiffe anzugreifen, die versuchen, von Pearl Harbor wegzufahren.
Am 10. Dezember 1941 meldete I-6 die Sichtung eines amerikanischen Flugzeugträgers der Lexington-Klasse sowie zweier Kreuzer in Richtung Nordost. Zusammen mit den Schwester-U-Booten I-9, I-17, I-19, I-21, I-23 und I-25 erhielt es den Befehl, den Träger zu verfolgen und zu versenken. Dies gelang nicht. Daraufhin wurde der U-Boot-Gruppe, verstärkt um I-10 und I-26, befohlen, die Westküste der Vereinigten Staaten anzusteuern und dort die amerikanische Schifffahrt zu stören. Insbesondere erhielt I-15 das Seegebiet westlich der Farallon-Inseln vor der Bucht von San Francisco als Operationsgebiet zugewiesen. Darüber hinaus sollten die U-Boote mit ihren Bordgeschützen detailliert genannte Orte an der Westküste beschießen. Dies wurde aber am 22. Dezember zunächst verschoben und am 27. Dezember wegen befürchteter ziviler Verluste und daraus resultierender Vergeltungsmaßnahmen abgebrochen.
Zum 11. Januar 1942 lief I-15 Kwajalein an, ein Atoll, das zu den Marshallinseln im südlichen Pazifik gehört. Die Japaner bereiteten Operation K-1, einen weiteren Luftangriff auf Pearl Harbor vor. I-5 sollte zusammen mit I-9, I-15, I-19 und I-26 unterstützend wirken. Dazu wurde sein Wasserflugzeug entfernt und stattdessen sechs Kraftstofftanks für Flugbenzin installiert. Damit sollten die den Angriff fliegenden Flugboote Kawanishi H8K, von den Amerikanern Emily genannt, bei dem Atoll French Frigate Shoals, etwa 900 km nordwestlich von Hawaii, aufgetankt werden. Der Einsatz wurde am 4. März 1942 geflogen, erreichte jedoch kaum Wirkung. Am 21. März kehrten I-15, I-19 und I-26 zur Überholung nach Yokosuka zurück. Während das Boot noch im Trockendock lag, fand am 18. April 1942 der erste amerikanische Bombenangriff auf Japan statt (siehe auch: Doolittle Raid).
Am 15. Mai 1942 lief I-15 zu seiner zweiten Feindfahrt aus, erreichte am 17. Mai 1942 Ominato im äußersten Norden von Honshū, und fuhr zwei Tage später zusammen mit I-17 und I-19 in Richtung der Aleuten ab. Dort führte es Erkundungen durch. Im Juni 1942 besetzte ein japanischer Verband im Rahmen der Schlacht um die Aleuten die zum US-Bundesstaat Alaska gehörenden beiden Inseln Attu und Kiska. Anschließend bildeten I-9, I-15, I-17 und I-19 westlich von Kiska eine Patrouillenkette gegen dort gemeldete amerikanische Schiffe. Am 19. Juni erkundete I-15 mithilfe seines Sehrohrs Dutch Harbor auf der weiter östlich liegenden Insel Unalaska, bevor es am 7. Juli nach Yokosuka zurückkehrte.
Am 15. August 1942 lief es von dort zu seiner dritten Fahrt aus: Operationsgebiet Salomonen. Dort hatte eine Woche zuvor die Schlacht um Guadalcanal (amerikanischer Deckname: Operation Watchtower) begonnen, eine wichtige Entscheidungsschlacht auf dem pazifischen Kriegsschauplatz. Es erreichte sein Zielgebiet am 23. August und patrouillierte östlich der Santa-Cruz-Inseln, um einen möglichen Landungsangriff der Alliierten auf Guadalcanal zu decken. Zwei Tage später entdeckte I-15 eine feindliche Task Force, bestehend aus dem Flottenflugzeugträger Enterprise, dem Schlachtschiff North Carolina, zwei Kreuzern und fünf Zerstörern. Es versuchte mithilfe von Sonar-Pings das in der Nähe patrouillierende I-17 zu kontaktieren, um einen koordinierten Angriff durchzuführen, aber dieses hörte sie nicht. Kurz darauf wurde I-17 von zwei Zerstörern entdeckt und mit Depth Charges (Wasserbomben) angegriffen. Beide U-Boote konnten entkommen und hielten Fühlung zum feindlichen Verband. Am nächsten Tag erhielten die U-Boote I-11, I-15, I-17, I-19, I-26, I-33, I-174 und I-175 den Befehl, nun östlich von San Cristóbal (Makira) zu patrouillieren, weil hier feindliche Nachschublinien vermutet wurden. Am 13. September morgens wurde durch ein H8K-Aufklärungsflugzeug eine Task Force etwa 350 sm südöstlich von Tulaghi gesichtet. I-9 und I-31 befanden sich bereits ungefähr dort, zusätzlich sollten I-15, I-17, I-21, I-24, I-26 und I-33 hier Aufstellung nehmen. Am 20. September trat I-15 zusammen mit I-17, I-19, I-26, I-33, I-174 und I-175 den Rückmarsch an und erreichte am 25. September den japanischen Stützpunkt auf Truk.

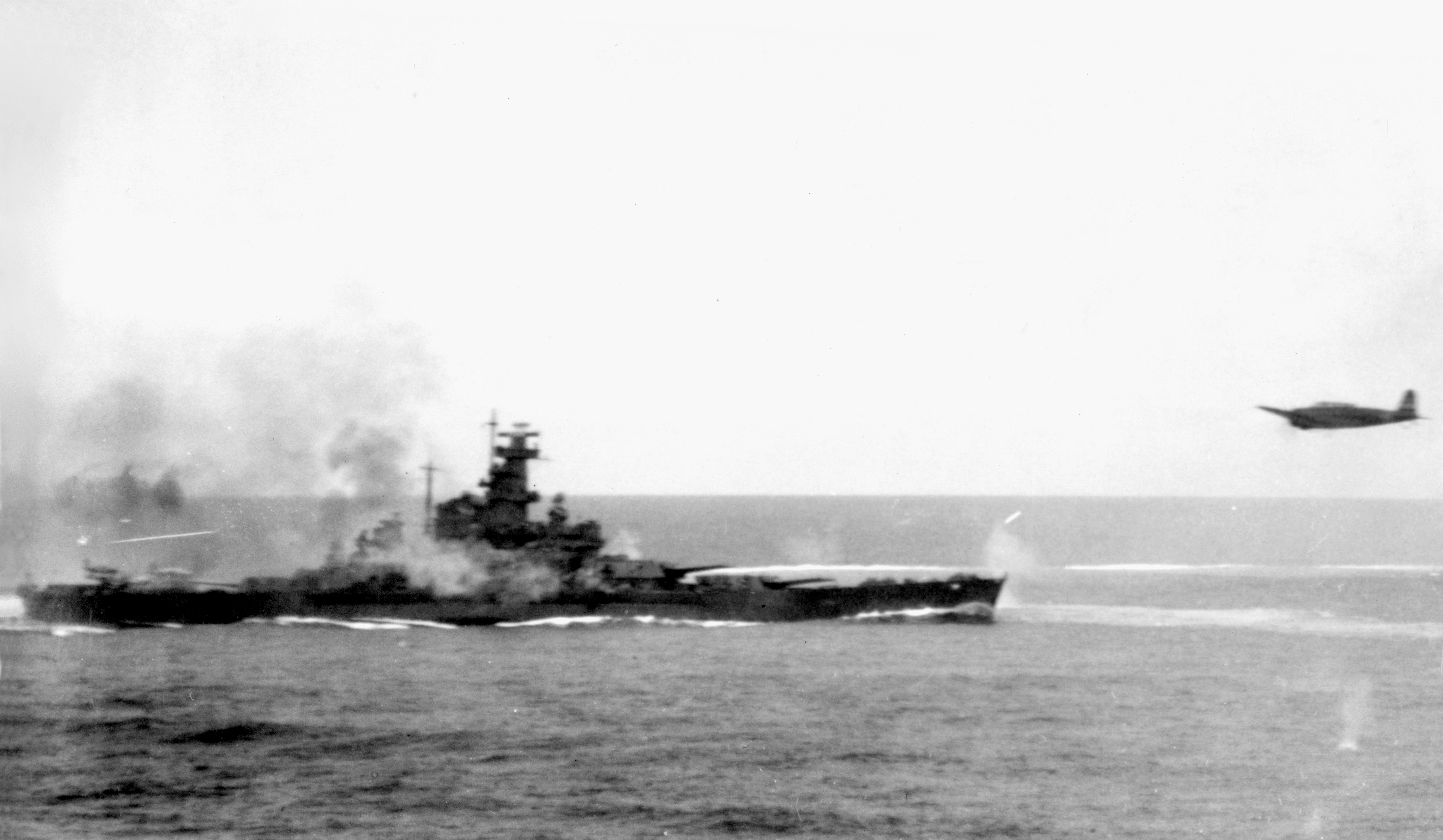
Die South Dakota während der Seeschlacht bei den Santa-Cruz-Inseln.

Zusammen mit I-17 und I-26 lief es am 5. Oktober wieder aus, um östlich von Guadalcanal Aufstellung zu nehmen. Es war seine vierte Feindfahrt. Nachdem es dort mehrfach Aufklärungsflugzeuge vom Typ Aichi E13A (alliierter Codename: Jake) aufgetankt hatte, bezog es, zusammen mit I-17 und I-26, erneut Position westlich von San Cristóbal. Am 26. Oktober fand als vierte Trägerschlacht des Pazifikkrieges die Schlacht bei den Santa-Cruz-Inseln statt. Einen Tag später sichtete Kommandant Ishikawa 200 sm westlich von Espiritu Santo eine feindliche Task Force. Wahrscheinlich wurde dabei umgekehrt auch I-15 gesehen, denn kurz darauf kollidierten das Schlachtschiff South Dakota und der Zerstörer Mahan, wohl während beide versuchten, dem U-Boot auszuweichen. Durch die Kollision wurden beide Schiffe schwer beschädigt. I-15 verließ das Gebiet in Richtung San Cristóbal und sendete am 3. November einen routinemäßigen Lagebericht, die letzte von ihr empfangene Nachricht.
Am 10. November 1942, morgens um 2:30 Uhr lud I-15 bei Überwasserfahrt seine Batterien auf. Dabei wurde es von dem zum Minensucher umgebauten US-Zerstörer Southard gesichtet, der unmittelbar das Feuer eröffnete. I-15 tauchte ab und ging zum Gegenangriff über. Die beiden abgefeuerten Torpedos verfehlten aber ihr Ziel. Nun griff Southard mit Wasserbomben an. Nach sechs Stunden musste I-15 in Not auftauchen und wurde sofort wieder von den Geschützen der Southard unter Feuer genommen. Aus 2000 m Entfernung traf eine Salve den Turm. I-15 versank schnell und riss alle Besatzungsmitglieder mit in den Tod (Lage).